# Odette Giuffrida

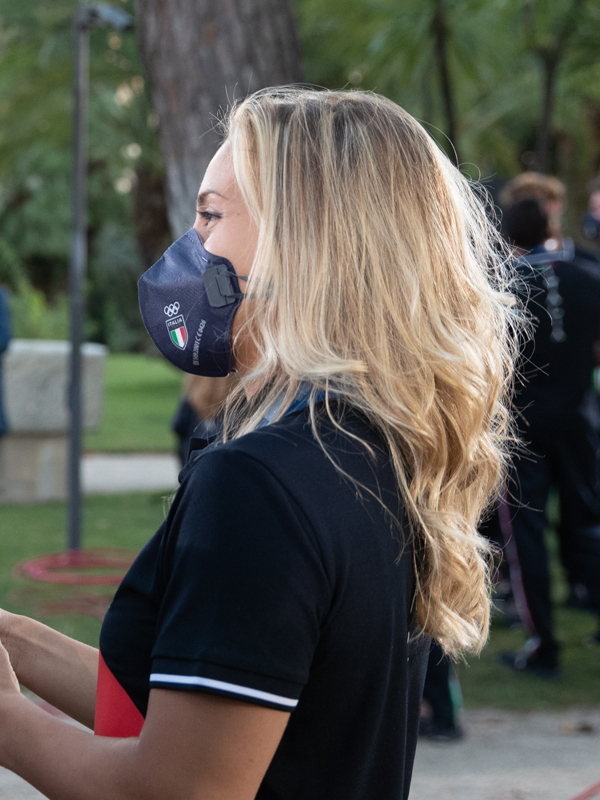
Odette Giuffrida (2021)

Odette Giuffrida (* 12. Oktober 1994 in Rom) ist eine italienische Judoka. Sie gewann 2016 eine olympische Silbermedaille, war 2020 Europameisterin und gewann 2021 eine olympische Bronzemedaille. 2024 wurde sie Weltmeisterin.

## Sportliche Karriere
Die 1,60 m große Odette Giuffrida begann ihre sportliche Karriere in der Gewichtsklasse bis 48 Kilogramm. 2012 stieg sie ins Halbleichtgewicht bis 52 Kilogramm auf.
2009 siegte Giuffrida bei den U17-Europameisterschaften und belegte den zweiten Platz bei den U17-Weltmeisterschaften, 2010 wiederholte sie ihren Erfolg bei den U17-Europameisterschaften. 2011 und 2012 gewann Giuffrida Bronze bei den U23-Europameisterschaften. Bei den Judo-Europameisterschaften 2013 in Budapest erreichte Giuffrida das Halbfinale und unterlag dort der Russin Natalja Kusjutina, den Kampf um Bronze verlor die Italienerin gegen die Spanierin Laura Gomez. Im gleichen Jahr siegte Giuffrida bei den U21-Europameisterschaften und erhielt Bronze bei den U21-Weltmeisterschaften sowie den U23-Europameisterschaften. 2014 siegte sie erneut bei den U21-Europameisterschaften und gewann zum vierten Mal in Folge Bronze bei den U23-Europameisterschaften. Ende 2014 siegte sie bei den italienischen Landesmeisterschaften.
Die Europameisterschaften 2015 wurden im Rahmen der Europaspiele in Baku ausgetragen. Giuffrida unterlag im Viertelfinale der Rumänin Andreea Chițu, den Kampf um Bronze verlor sie gegen Natalja Kusjutina. Die Italienerinnen erkämpften die Bronzemedaille in der Mannschaftswertung. Andreea Chițu gewann auch bei den Judo-Weltmeisterschaften 2015 gegen Giuffrida, im Kampf um Bronze unterlag Giuffrida der Brasilianerin Érika Miranda. Bei den Olympischen Spielen 2016 in Rio de Janeiro besiegte Odette Giuffrida im Achtelfinale die Deutsche Mareen Kräh, im Viertelfinale Andreea Chițu und im Halbfinale die Chinesin Yingnan Ma. Im Finale gewann die Kosovarin Majlinda Kelmendi und Giuffrida erhielt die Silbermedaille. Bei den Judo-Europameisterschaften 2017 belegte Giuffrida den fünften Platz. 2018 erreichte sie das Finale der Mittelmeerspiele in Taragona und unterlag dort der Kosovarin Distria Krasniqi. Im Oktober 2018 siegte sie beim Grand-Slam-Turnier in Abu Dhabi. 2019 belegte sie den fünften Platz bei den Europaspielen. Im Oktober gewann sie das Grand-Slam-Turnier in Brasília und wurde Zweite in Abu Dhabi hinter Majlinda Kelmendi. 2020 siegte Giuffrida im Finale der Europameisterschaften in Prag gegen Andreea Chițu. Bei den Europameisterschaften in Lissabon 2021 erhielt sie Silber, nachdem sie im Finale gegen die Französin Amandine Buchard verloren hatte. Drei Monate später erreichte sie mit einem Sieg über die Belgierin Charline Van Snick das Halbfinale der Olympischen Spiele in Tokio und unterlag der Japanerin Uta Abe. Den Kampf um eine Bronzemedaille gewann sie gegen die Ungarin Réka Pupp.
2022 wurde Giuffrida nach einer Viertelfinalniederlage gegen die Britin Chelsie Giles Siebte der Europameisterschaften in Sofia. Bei den Weltmeisterschaften in Taschkent schied sie im Achtelfinale gegen Distria Krasniqi aus dem Kosovo aus. Ein halbes Jahr später bei den Weltmeisterschaften 2023 in Doha unterlag Giuffrida im Viertelfinale der Ungarin Réka Pupp. Mit Siegen über die Israelin Gefen Primo und Distria Krasniqi erkämpfte die Italienerin eine Bronzemedaille, ihre erste Medaille bei Weltmeisterschaften. Bei der im Rahmen der Europaspiele 2023 ausgetragenen Team-Europameisterschaft 2023 belegte Giuffrida mit der italienischen Mannschaft den dritten Platz. Im April 2024 bei den Europameisterschaften in Zagreb erreichte Giuffrida das Finale und gewann Silber hinter Distria Krasniqi. Einen Monat später besiegte sie im Finale der Weltmeisterschaften in Abu Dhabi die Usbekin Diyora Keldiyorova. Bei den Olympischen Spielen in Paris besiegte sie im Viertelfinale die Ungarin Réka Pupp und verlor im Halbfinale gegen Distria Krasniqi. Im Kampf um Bronze unterlag sie der Brasilianerin Larissa Pimenta.